# Hôtel de la Païva
El hotel de la Païva es una hôtel particulier parisino construido entre 1856 y 1865 en el 25 de la Avenida de los Campos Elíseos por La Païva, nacida Esther Lachman, aventurera rusa de muy modesto origen polaco, que se convirtió en marquesa portuguesa, luego condesa prusiana. Solía dar fiestas famosas en este edificio.
En 1903, aquí se trasladó el Club de Viajeros, siendo adquirido por ellos en 1923. Fue catalogado como monumento histórico en 1980.

## Historia
Esposa del conde prusiano Henckel von Donnersmarck, multimillonario y primo de Bismarck, supo realizar su sueño de construir un suntuoso hôtel particulier en los Campos Elíseos. Según la leyenda, durante su difícil juventud, esta extravagante pelirroja fue empujada fuera del coche de punto por un cliente apresurado, su amante, y se lastimó levemente. Entonces se habría prometido a sí misma construir «la casa más bonita de París frente al lugar donde había caído.
La Païva contó con el arquitecto Pierre Manguin para construirlo al estilo del Renacimiento italiano con un jardín colgante. Su costo de 10 millones de francos de oro saltó a los titulares al igual que la duración de la obra, casi diez años.
A partir de 1866, la condesa, aunque excluida de los salones aristocráticos a causa de su singular vida, recibió allí a personajes ilustres; los Goncourt, Théophile Gautier, Gambetta, Renan, Taine, Émile de Girardin.
En 1868, se comprometió, con el conde Henckel von Donnersmarck, a encargar al arquitecto parisino Hector Lefuel que construyera en Silesia una vasta residencia, el Château de Neudeck, con una arquitectura y una decoración interior similares a las de su hotel parisino, pero en proporciones mucho mayores. Esta mansión fue incendiada en 1945 y arrasada en 1962.
En 1877, sospechosa de espionaje, abandonó Francia para retirarse al Château de Neudeck, Świerklaniec, Polonia, cuya construcción acababa de terminar y donde hizo trasladar parte del mobiliario del hotel. Murió allí el 21 de enero de 1884, a los sesenta y cinco años.
Habiendo enviudado, se volvió a casar con Catherine von Slepzow, el conde Henckel von Donnersmarck vendió el hotel en 1893 al banquero berlinés James Soloschin. Pierre Cubat, antiguo cocinero del zar, instaló allí un restaurante de renombre, donde se reunía todo París. Sin embargo, a pesar de su reputación, el establecimiento cerró sus puertas en 1898. No se dará seguimiento a un proyecto para instalar el ayuntamiento del distrito 8.
El Club de Viajeros se trasladó aquí en 1903 y lo adquirió en 1923.

## Descripción
Desde 1903, posee una gran escalera de ónice amarillo, un baño de estilo morisco, esculturas, pinturas y el techo de Paul Baudry en el gran salón.  Asimismo, se mantiene la doble entrada al patio del hotel con una puerta para la entrada de las tripulaciones y otra para su salida, evitando que tengan que cruzarse. Por otro lado, el patio del hotel ha sido reemplazado por establecimientos comerciales, un mostrador de cambio de moneda y ahora un restaurante.

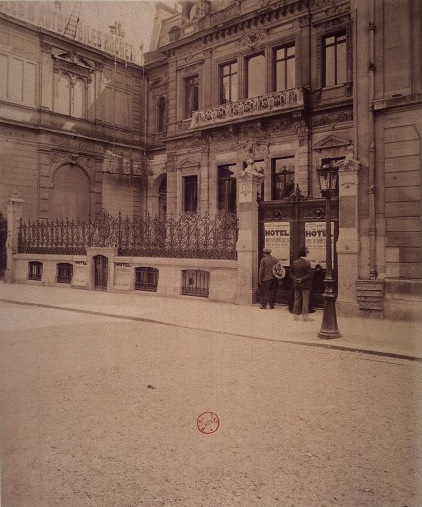
En 1901, fotografiado por Eugène Atget.
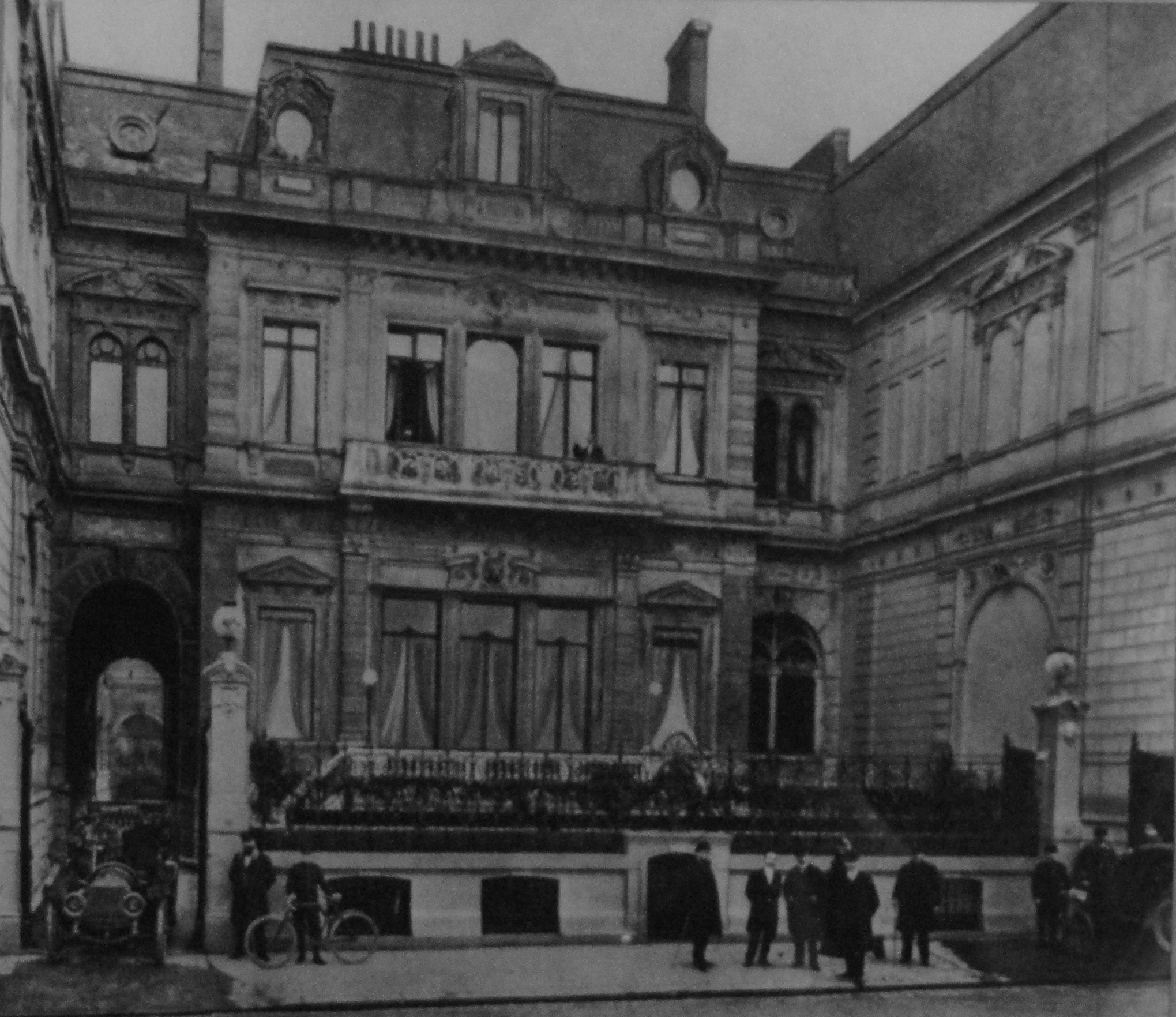
El hotel alrededor de 1900, visto desde los Campos Elíseos. La pasarela cubierta para carruajes y coches ha desaparecido, sustituida por un pasillo cerrado.
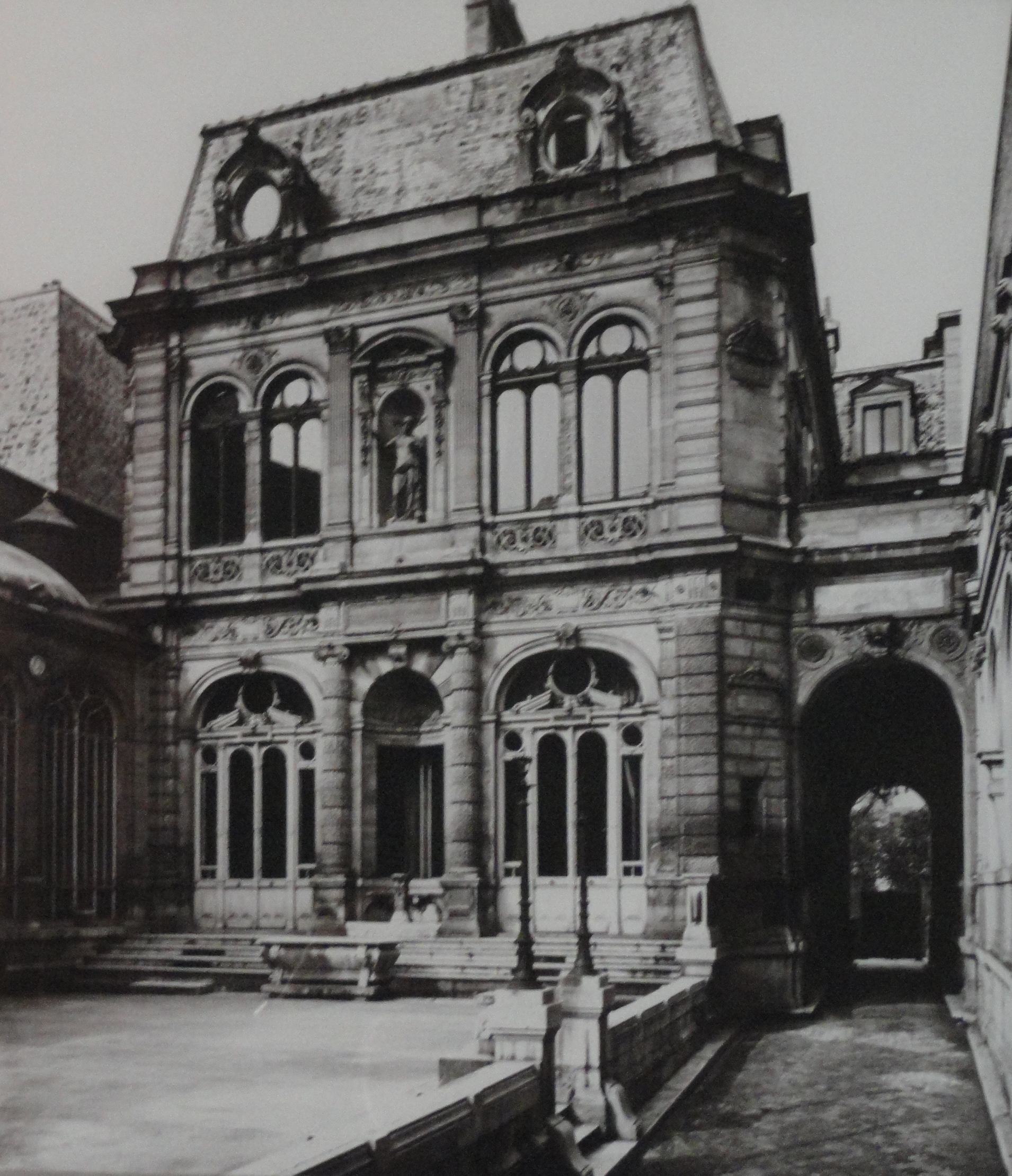
El hotel alrededor de 1900, visto desde la parte trasera con la pasarela cubierta para carruajes.
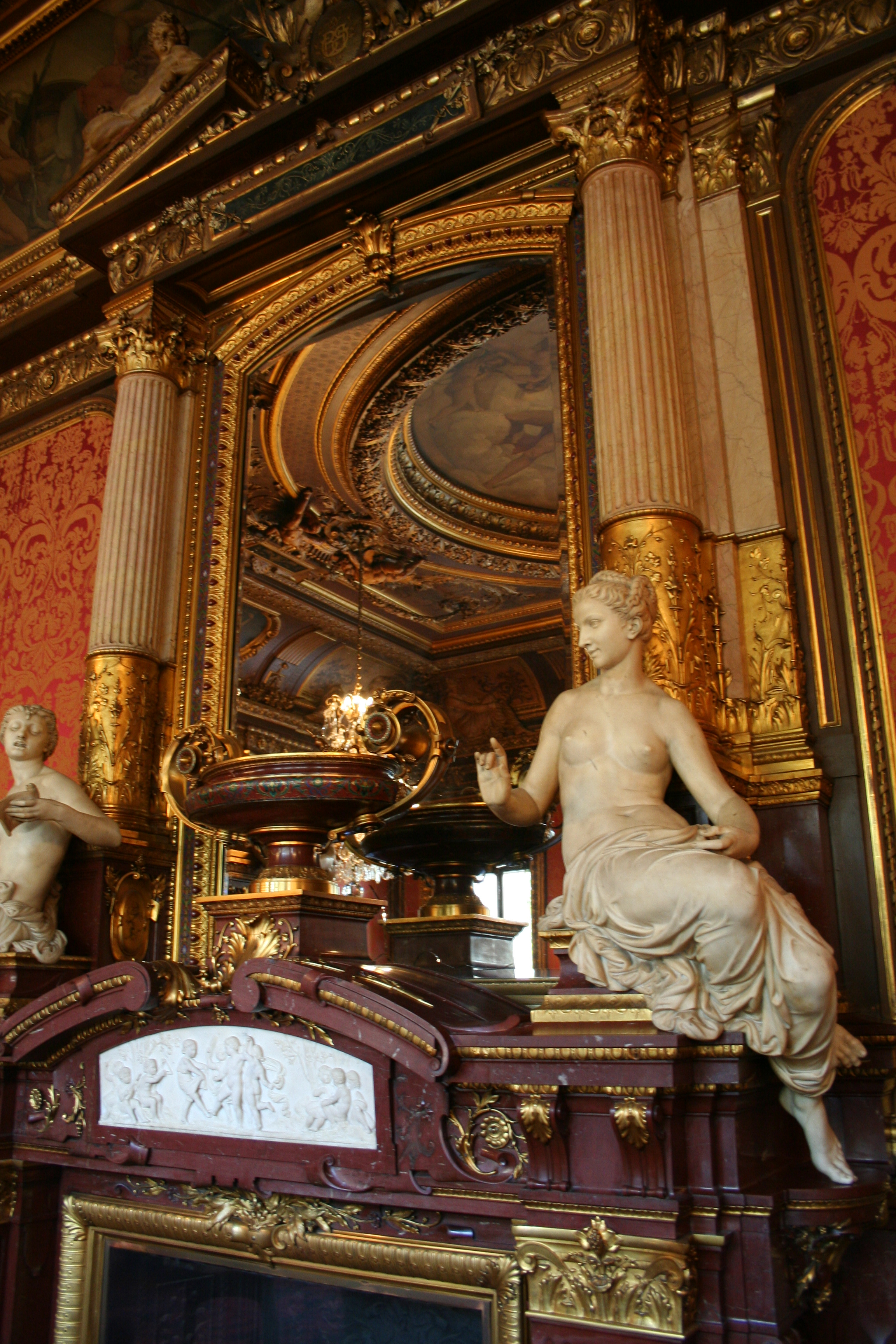
Hotel de la Païva.
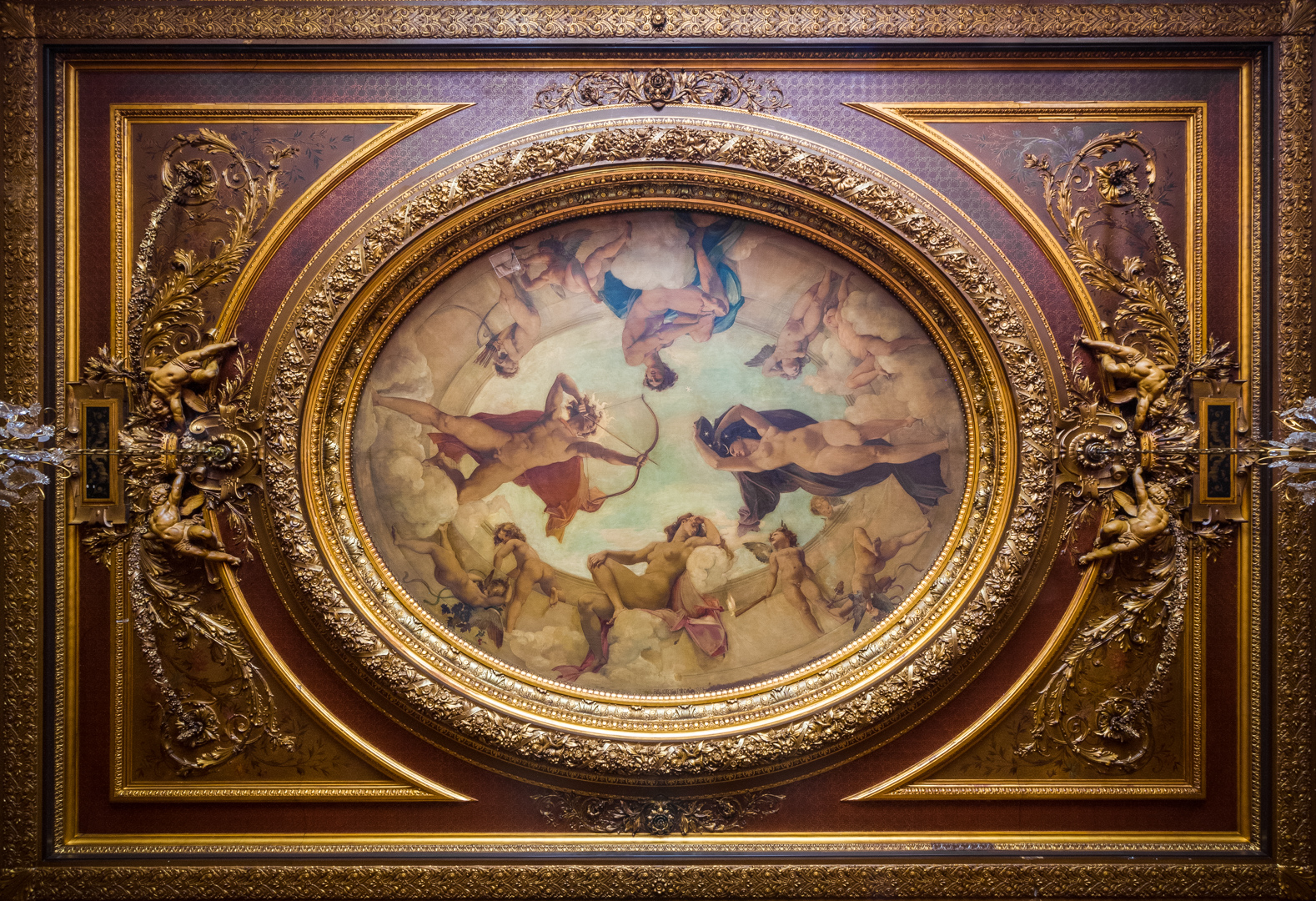
El día persiguiendo a la noche de Paul Baudry.
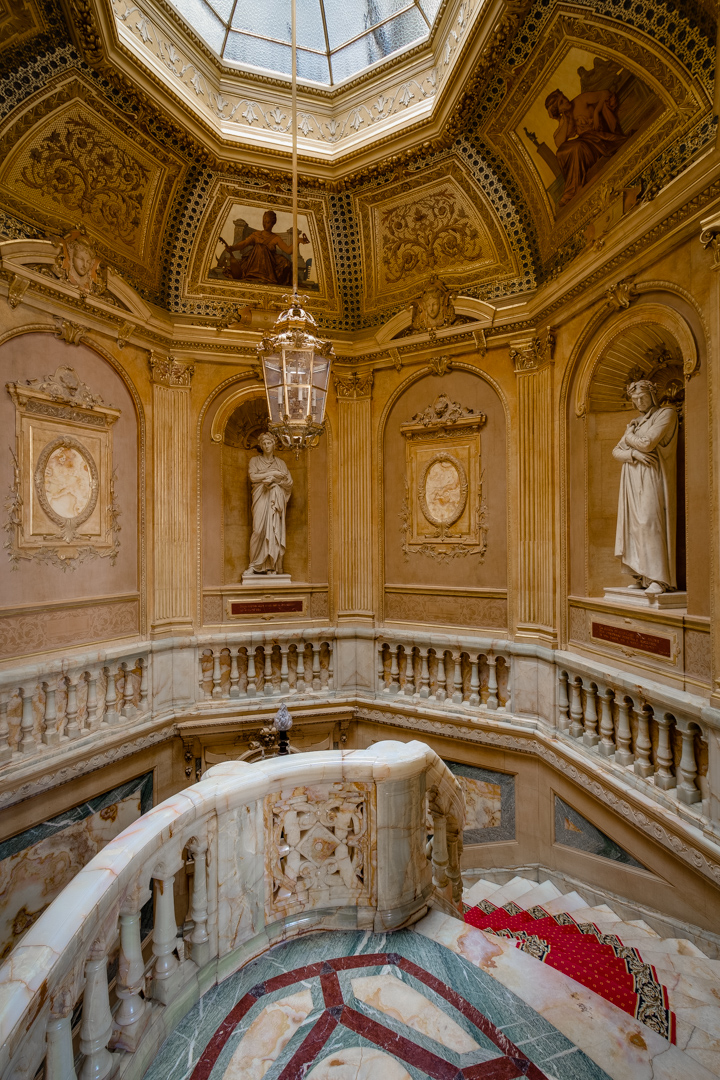
La escalera de ónice.
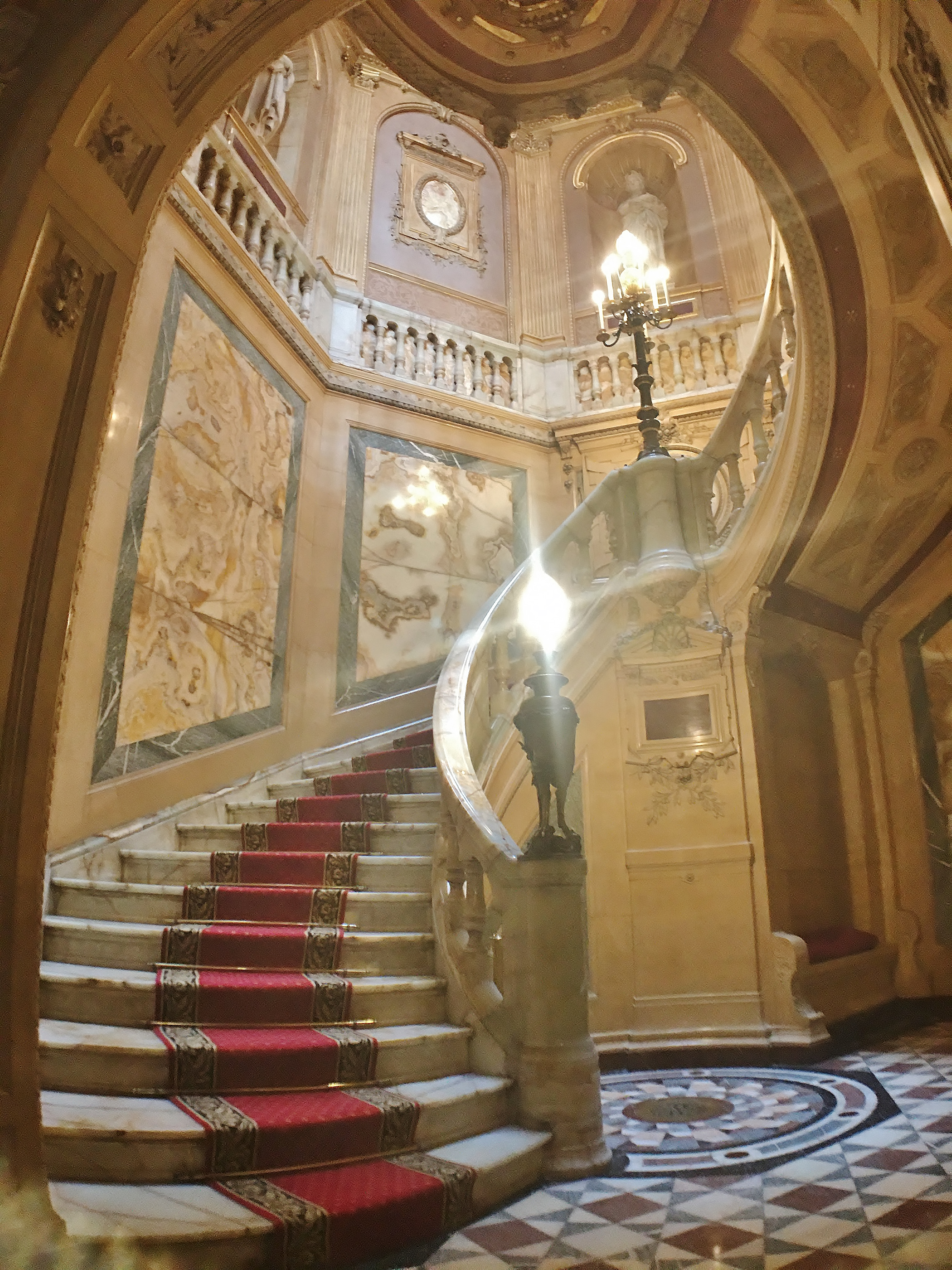
La escalera de ónice.
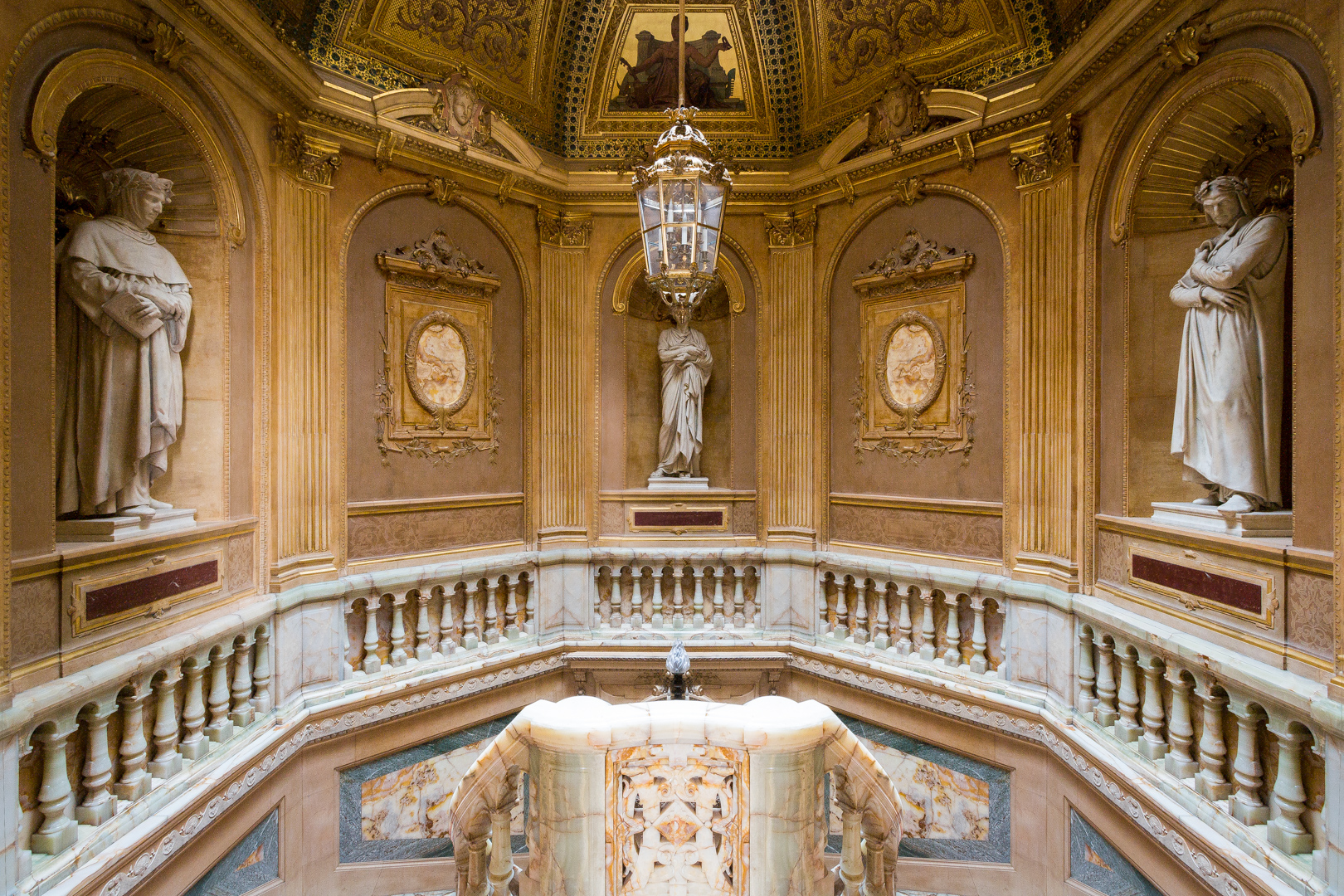
tres estatuas: Dante, Virgilio, Petrarca, escalera en el vestíbulo de entrada, parte superior.
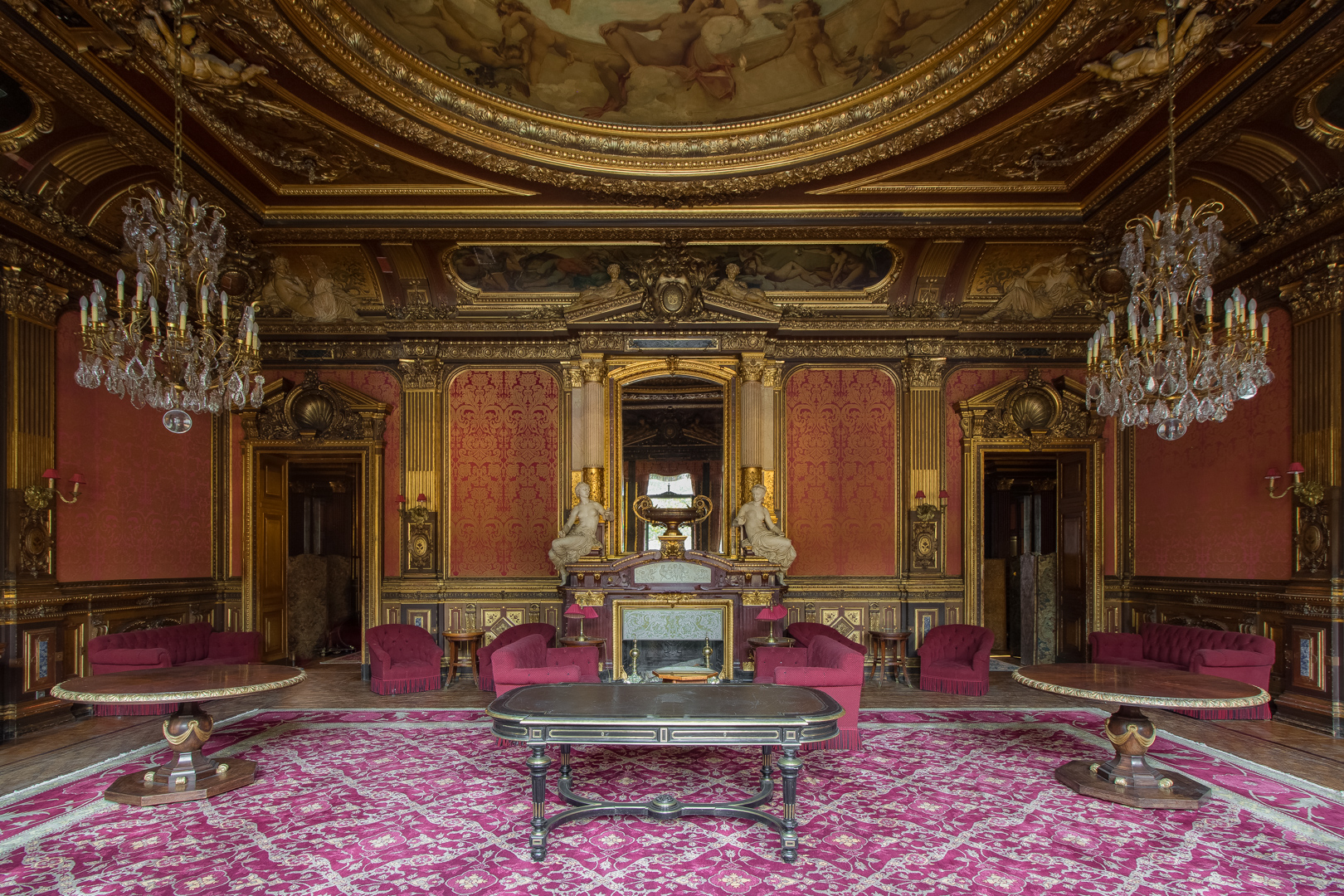
Gran Salón decorado por Paul Baudry y Eugène Delaplanche.
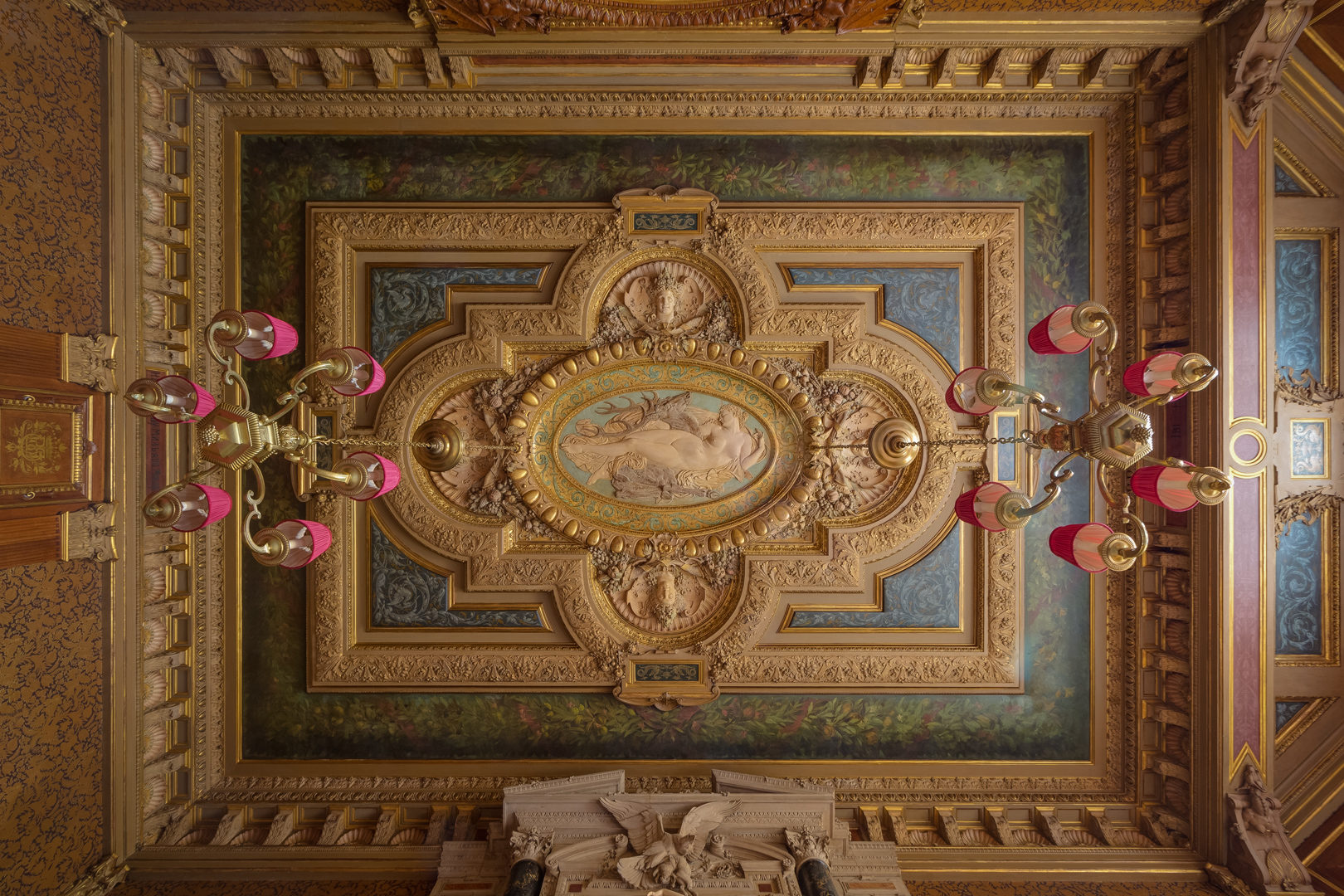
Bajorrelieve en el centro del techo del comedor, reproducción de: Diana tendida sobre un ciervo, de Jules Dalou.
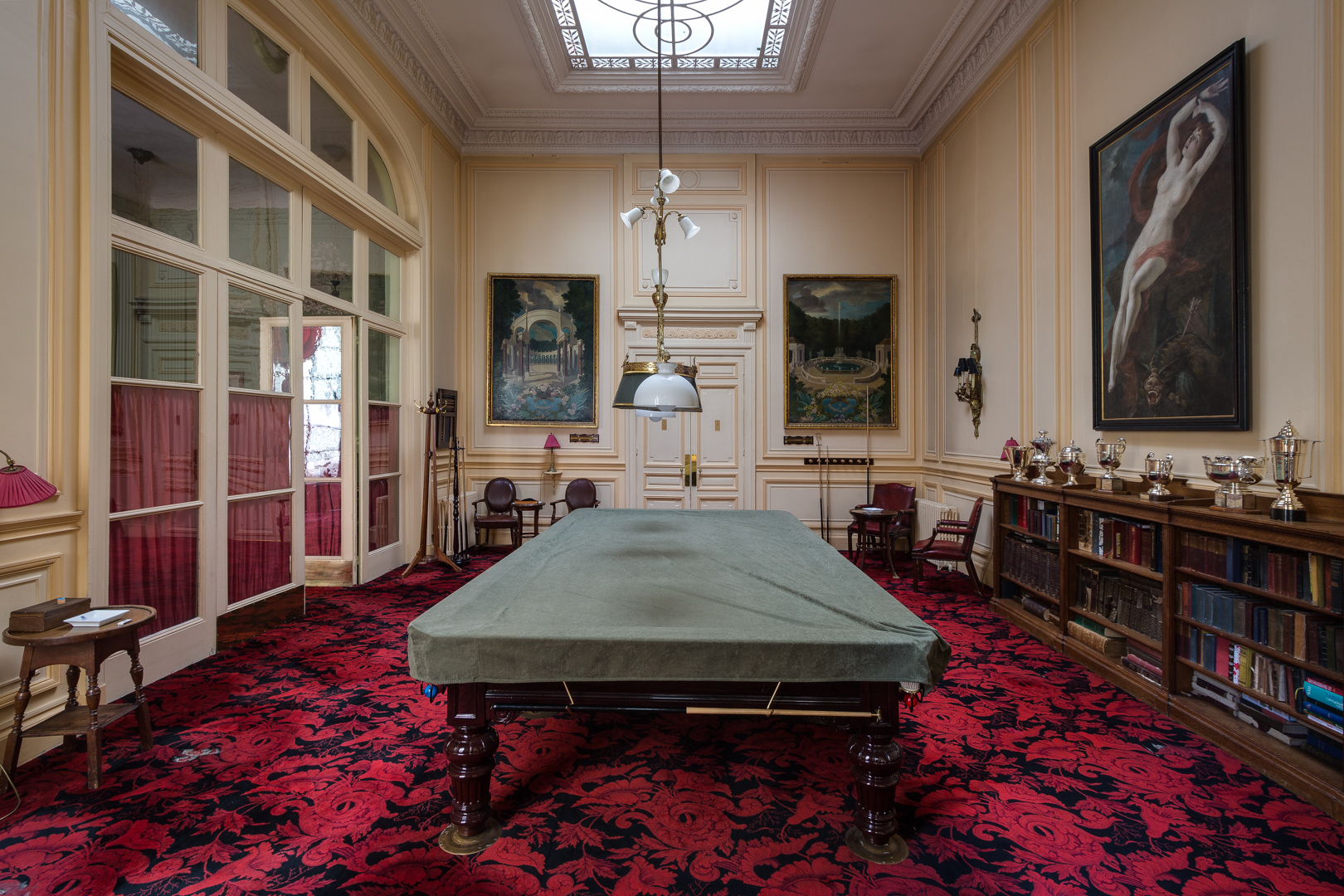
Sala de relax con su mesa de billar y mesas de juego.
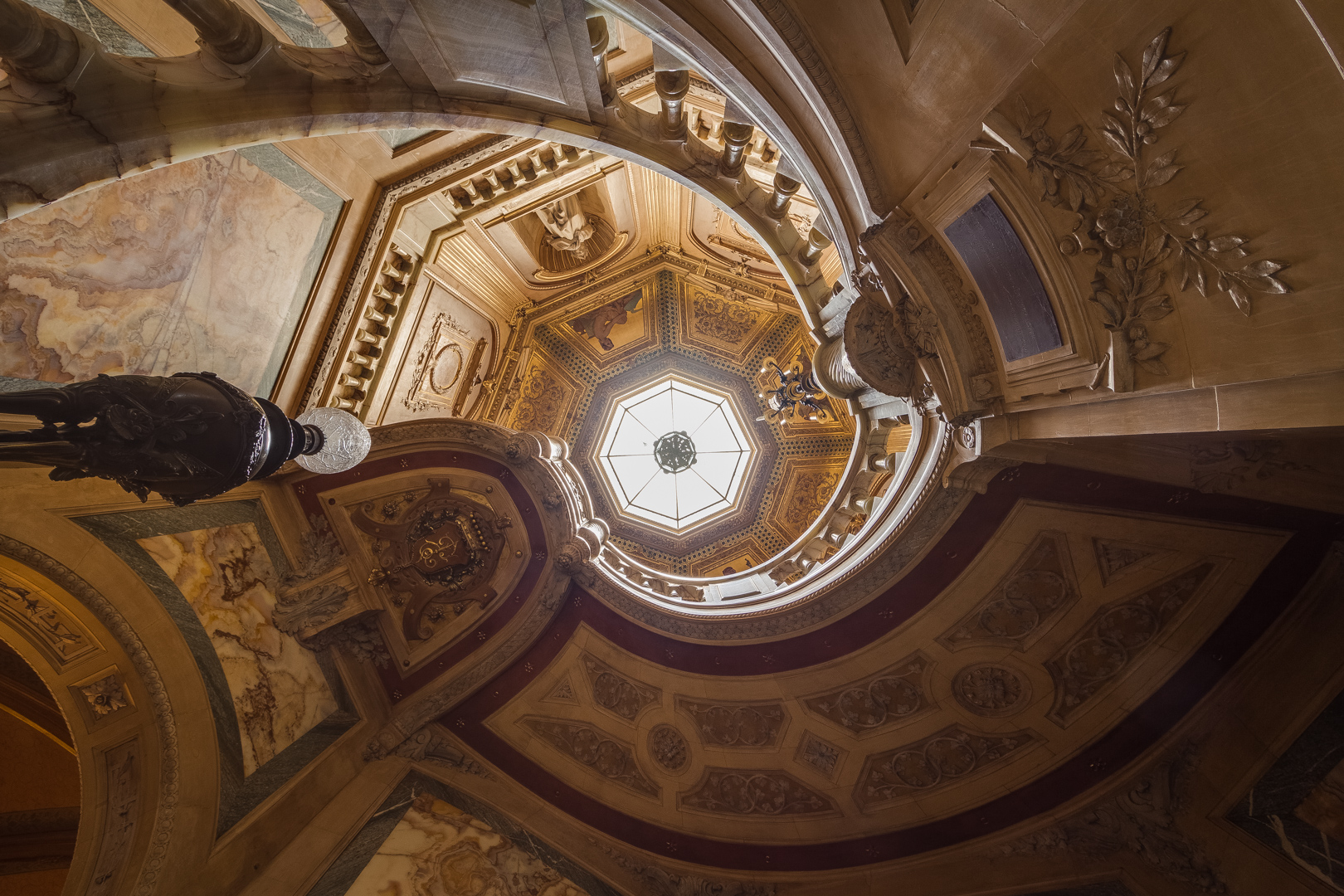
Pinturas murales alegóricas que representan: Roma, Florencia, Venecia, Nápoles, escalera en el vestíbulo de entrada.
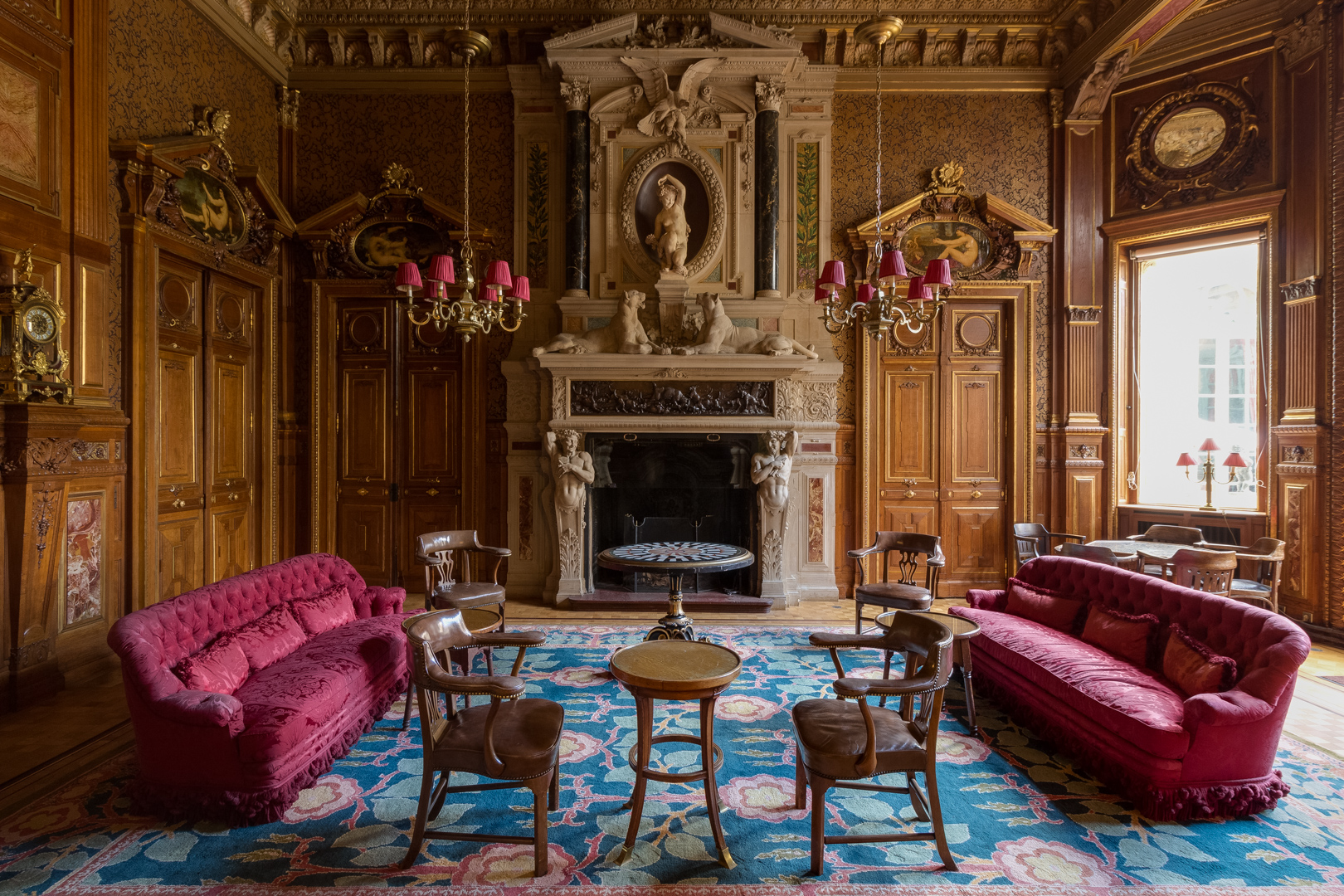
Comedor a la izquierda de las escaleras en el vestíbulo de entrada.

Para la realización del proyecto, el arquitecto Manguin se rodeó de los escultores Louis-Ernest Barrias, Léon Cugnot, Eugène Delaplanche, Eugène Legrain, Albert-Ernest Carrier-Belleuse y Jules Dalou. La Païva habría servido de modelo para varias obras, en particular para la pintura del techo, El Día Persiguiendo a la Noche y varias esculturas tanto en el exterior como en el interior del hotel.
Es especialmente famoso por su escalera de ónice amarillo con sus formas contorneadas. Como afirmó Émile Augier: "Como la virtud, el vicio tiene sus grados, su monumental lámpara de pie de bronce, sus estatuas de mármol de tamaño natural (estatuas de Dante, Petrarca y Virgilio, fechadas en 1865 y realizadas por Barrias), y en la parte superior en cuatro medallones, estatuillas pintadas de Roma, Florencia, Venecia y Nápoles. Este material raro, llamado "mármol de ónice argelino", procedía de una cantera romana redescubierta en 1849 cerca de Orán por un marmolista de Carrara. Utilizado esencialmente durante la época de Napoleón III en beneficio de las construcciones más prestigiosas, fue un gran éxito durante la Exposición Universal de 1867.El marmolista Donnadieu recibió una distinción por los "mármoles de ónice diseñados con esa elegancia que es el atributo supremo de los trabajadores parisinos".
También es conocido por su baño moruno adornado con azulejos de loza de Théodore Deck, donde se asienta una bañera muy especial. un cofre de ónice blanco que cubre una bañera de bronce plateada y cincelada, con grifos de bronce dorado con incrustaciones de seis enormes turquesas, obra de Beboutoff milagrosamente salvado de la destrucción. Desde su creación, la junta directiva del círculo inglés se sentó en esta sala. Desde entonces se ha utilizado como comedor contiguo. Sus miembros se sientan en un banco acolchado colocado sobre la bañera.
De estilo Napoleón III, esculpida por Donnadieu, marmolista de París, en un bloque de ónice como la escalera (1,85 m  - 900 kg), la cisterna está revestida de bronce plateado mientras tres grifos prevén verter, además de agua, varios líquidos exóticos. La marquesa, se dice, se bañaba allí en leche, tila y hasta champán. Parece que este famoso tercer grifo hubiera sido utilizado para verter agua perfumada hecha con una decocción de flores.
El gran salón da a la Avenida de los Campos Elíseos. Se amueblaba con cuatro magníficas consolas del mismo modelo que se colocaban simétricamente a las ventanas ya la chimenea: tablero de mármol rojo, ónice y alabastro, base en forma de atlantes de bronce dorado y patinado por Jules Dalou, ahora en el Museo de Orsay y las Artes Decorativas de París. En la pared sobre una de estas consolas, Antonio y Cleopatra de Lévy. Por el otro, figuras de mármol de Eugène Delaplanche que representan la Armonía y la Música sentadas en equilibrio sobre el manto de la chimenea.
En el dormitorio, la espléndida chimenea enmarcada por dos ninfas de bronce dorado tiene un marco de chimenea de malaquita, el único ejemplo conocido de marco de chimenea de malaquita en París. Este se ha convertido en el restaurante del círculo, la sala ha conservado su techo oriental y la corona de marquesa que coronaba la cama.
El jardín de invierno formaba una extensión en la parte trasera, que ahora ha desaparecido. Los establos podían albergar nueve caballos y seis carruajes.

### Anécdotas
Durante la construcción, los pequeños periódicos anunciaron el estado de las obras y cuestionaron su buen funcionamiento, como el periodista columnista Aurélien Scholl, de regreso de los Campos Elíseos. Le preguntaron si había pasado por delante del hotel en construcción de M. de Païva: "¿Dónde estan las obras? "Estoy bien", respondió Scholl. Lo principal está hecho. ¡Pusimos la acera!". 
Durante la obra, que duró diez años, los parisinos hablaban de ello viendo emerger la profusión de sus techos pintados, sus mosaicos, sus mármoles. El edificio finalmente recibió en 1866, el Conde de Donnersmarck cuando él «recibió el pagaré a pagar (...) pudo exclamar, sin poder siquiera gravarlo con ladrerie: "habrá costado mucho !" (A. de Fouquières)»